# Гусейнов, Сурет Давуд оглы
Суре́т Даву́д оглы́ Гусе́йнов (азерб. Surət Davud oğlu Hüseynov; 12 февраля 1959, Кировабад — 31 июля 2023, Стамбул) — азербайджанский военный и государственный деятель, участник Первой карабахской войны, полковник армии Азербайджана.
В июне 1993 года поднял в Гяндже вооружённый мятеж, который завершился свержением президента Абульфаза Эльчибея и власти Народного фронта Азербайджана. Главой республики стал вернувшийся в Баку из Нахичевани Гейдар Алиев, а Гусейнов получил пост премьер-министра. В ходе попытки военного переворота в Азербайджане в 1994 году Гусейнов был обвинён в связях с заговорщиками, ушёл в отставку и покинул территорию республики. В 1997 году был выдан Россией Азербайджану и судебной коллегией по уголовным делам Верховного суда Азербайджана под председательством Этибара Набиева приговорён к пожизненному заключению. В 2004 году указом президента Азербайджана был помилован.

## Биография

### Становление
Сурет Гусейнов родился 12 февраля 1959 года в Кировабаде (историческая Гянджа). С 1977 по 1979 год проходил службу в Советской армии. После армии поступил в Азербайджанский технологический институт по специальности «инженер-технолог».
Трудовую деятельность начал в 1980 году на Кировабадском ковровом комбинате как помощник мастера, одновременно учился в институте. По окончании института переехал в Новопавловск Ставропольского края, затем вернулся в Азербайджан, где в 1984 году устроился сортировщиком по сбору шерсти в заготовительной конторе в Шеки. В 1986 году начал работу старшим контролёром ОТК на фабрике первичной обработки шерсти в Евлахе, через некоторое время стал начальником цеха. В 1989 году рабочие выбрали его директором фабрики.

### Карабахская война
С началом Первой карабахской войны Сурет Гусейнов сформировал собственный отряд, которым командовал в ходе боевых действий в Геранбойском и Агдеринском районах. В 1992 году министерство обороны Азербайджана назначило его командиром только что сформированного 2-го армейского корпуса. В октябре 1992 года «за проявленную храбрость и умелое руководство вверенным ему соединением» полковнику Сурету Гусейнову было присвоено звание Национальный герой Азербайджана (позднее лишён звания).
Противостояние полевого командира и правительства Народного фронта Азербайджана началось в конце 1992 года, когда обладавший значительной военной силой и авторитетом Сурет Гусейнов стал представлять угрозу власти НФА. Базой Гусейнова и подчинённых ему войск (как армейских частей, так и нерегулярных отрядов) был город Гянджа. Пытаясь сдержать амбиции чересчур самостоятельного полевого командира и контролировать его политические действия, президент Абульфаз Эльчибей сделал Сурета Гусейнова заместителем премьер-министра, а также назначил его на специально учреждённую должность чрезвычайного и полномочного представителя президента по Карабаху.

### Мятеж
В начале 1993 года в Азербайджане из-за крупных поражений на карабахском фронте сложилась кризисная обстановка. НФА обвинил в военных неудачах Гусейнова. В конце февраля он был снят со всех своих должностей.
28 мая из Гянджи были выведены последние подразделения 104-й воздушно-десантной дивизии Закавказского военного округа, после чего правительство начало подготовку к силовой операции под условным наименованием «Тайфун». Главной целью было разоружение верных Гусейнову частей.
4 июня правительственные войска атаковали казармы 9-й мотострелковой бригады, но обороняющиеся не только отбили атаку, но и разгромили нападавших и захватили в плен генерального прокурора Ихтияра Ширинова, заместителей министра национальной безопасности и внутренних дел, Сульхеддина Акберова и Габиля Мамедова. В результате боевых действий с обеих сторон погибло около 80 человек. Сурет Гусейнов взял город под свой контроль и первым делом приказал генпрокурору Ширинову выписать ордер на арест президента Эльчибея, что Ширинов и сделал. Через несколько дней войска Гусейнова взяли под контроль также и прилегающие к Гяндже районы.
10 июня отряды Сурета Гусейнова начали движение на Баку, по дороге отстраняя от должности руководителей исполнительной власти районов и назначая на эти посты своих людей. К середине июня они подошли на расстояние 80 км от Баку и остановились в нескольких километрах от позиций правительственных войск. Гусейнов потребовал отставки Эльчибея и формирования Госсовета во главе с самим Гусейновым либо своего избрания президентом Азербайджана через Милли меджлис.
9 июня в Баку из Нахичевани по приглашению Эльчибея прибыл председатель Верховного Совета Нахичеванской автономной республики Гейдар Алиев.
13 и 14 июня состоялись переговоры между Гейдаром Алиевым и Суретом Гусейновым. Вернувшись в Баку, 15 июня на заседании Милли меджлиса Алиев заявил, что для продолжения переговоров с Гусейновым ему «нужны определённые полномочия», после чего депутаты избрали его председателем Милли меджлиса. 17 июня Эльчибей уехал в своё родовое село Келеки. 24 июня было принято постановление Милли меджлиса о невозможности для Эльчибея продолжать исполнение обязанностей президента Азербайджана и о передаче его полномочий председателю Милли меджлиса Гейдару Алиеву.
27 июня в Баку прошли переговоры между Гейдаром Алиевым и Суретом Гусейновым. В тот же день его отряды покинули пригороды азербайджанской столицы и отправились на агдамский участок карабахского фронта, а позднее приказом министра обороны бригада мятежного полковника была включена в состав национальной гвардии Азербайджана.

#### Последствия
Политический кризис в Азербайджане негативно отразился на карабахском фронте, деморализовав армию и оставив её фактически без командования. Воспользовавшись выводом азербайджанских войск с линии фронта, армянское командование инициировало несколько наступательных операций. Так, 27 июня армянам удалось занять Мардакерт и бо́льшую часть севера Карабаха. А 23 июля, в ходе тяжёлых боёв, длившихся больше месяца, они захватили крупный азербайджанский город Агдам. Спустя месяц армянам удалось захватить райцентры Физули и Джебраил, находящиеся на юге Азербайджана. За 4 месяца с начала политического кризиса Азербайджан практически без боёв лишился контроля над северной частью Карабаха и 5 административными районами, потеряв суммарно около 5 тыс. км² территории.
На фоне мятежа Гусейнова, 21 июня в Ленкоранском районе полковник Альакрам Гумматов, который тесно контактировал с Гусейновым, опираясь на силы 704 бригады ВС Азербайджана, поднял сепаратистский мятеж и провозгласил Талыш-Муганскую республику. Кроме того, на севере страны активизировалась лезгинская организация «Садвал».
По мнению профессора Брюса Паррота, провозглашение Талыш-Муганской автономной республики близким соратником Сурета Гусейнова Аликрамом Гумматовым было серьёзной угрозой территориальной целостности Азербайджана, «однако это приключение быстро превратилось в фарс». Талышский характер «республики» был минимальным, в то время как угроза территориальной целостности Азербайджана, которую представляло собой её существование, только дискредитировала Гумматова, и заодно с ним Гусейнова.

### Премьер-министр
29 августа в Азербайджане был проведён референдум о недоверии Абульфазу Эльчибею. 3 октября были проведены президентские выборы, на которых победил Гейдар Алиев. Сурет Гусейнов был назначен премьер-министром.
Через год, в октябре 1994 года, в стране разразился очередной политический кризис — мятеж отряда полиции особого назначения МВД Азербайджана. Президент Алиев обвинил Сурета Гусейнова в организации беспорядков в Гяндже. 7 октября Милли меджлис принял его отставку с поста премьер-министра. 30 октября указом президента он был лишён звания Национального героя Азербайджана. Спустя некоторое время Гусейнов покинул страну, перебравшись в Россию. Позднее ему было вменено в вину участие в организации переворота силами отряда полиции особого назначения МВД Азербайджана в марте 1995 года.
20 марта 1997 года российские правоохранительные органы задержали его в Туле и экстрадировали в Азербайджан, где в феврале 1999 года он был приговорён к пожизненному заключению за попытку организации государственного переворота.
17 марта 2004 года Сурет Гусейнов был помилован и освобождён указом президента Ильхама Алиева.

### Смерть
В июле 2023 года Гусейнов, страдавший от проблем с желудком и почками, вылетел в Стамбул, Турция, рейсом из Москвы, чтобы обратиться за медицинской помощью. Умер от желудочно-кишечного кровотечения при посадке в аэропорту Стамбула 31 июля в возрасте 64 лет.

## Семья
Брат Асиф Гусейнов в 1993—1994 годах работал заведующим складом в Управлении по заготовке шерсти Самухского района, а затем — руководителем данного ведомства. Его также обвинили в попытке государственного переворота, после чего он покинул страну. В 2005 году он был арестован правоохранительными органами России и экстрадирован в Азербайджан, где в 2007 году его приговорили к 13 годам лишения свободы. Освобождён по помилованию 18 марта 2008 года.